# Víctor Manuel Villalobos Arámbula
Víctor Manuel Villalobos Arámbula, né le 3 mars 1950 à Mexico, est un homme politique mexicain. Ingénieur agronome de formation, il a été directeur général de l'Institut interaméricain de coopération pour l'agriculture de 2010 à 2018 puis secrétaire à l'Agriculture et au Développement rural au sein du gouvernement López Obrador de 2018 à 2024.

## Formation
En 1976 il obtient son diplôme d'ingénieur agronome à l'université autonome Chapingo (es) (État de Mexico). Il poursuit ses études et obtient en 1979, un master de génétique végétale dans cette même université, puis en 1983 un doctorat en biologie avec une thèse portant sur la morphogenèse végétale à l'université de Calgary (Alberta, Canada).

## Parcours professionnel
En 1995 il est désigné directeur de l'unité Irapuato du Centre de recherche et d'études avancées de l'Institut national polytechnique (es) (Cinvestav), dont les sujets de recherche concernent le génie génétique des plantes, la biochimie et les biotechnologies végétales. Il a aussi été directeur de la division agriculture (1986-1990) du Centre agronomique tropical de recherche et enseignement (es) (CATIE), dont il a ensuite pris la direction de 1990 à 1995 et la présidence du comité directeur de 1999 à 2003.
Il a ensuite été directeur général de l'Institut interaméricain de coopération pour l'agriculture, organisme spécialisé de l'Organisation des États américains, de 2010 à 2018. 

## Parcours politique
Il a été sous-secrétaire aux Ressources naturelles du Secrétariat à l'Environnement, aux Ressources naturelles et à la Pêche et sous-secrétaire à l'Agriculture du Secrétariat à l'Agriculture[Quand ?]. 
Il est nommé secrétaire à l'Agriculture et au Développement rural au sein du gouvernement López Obrador en décembre 2018,.